# Kaohsiung Mass Rapid Transit
Die Kaohsiung Mass Rapid Transit (高雄捷運, KMRT) bezeichnet das U-Bahn-System der taiwanischen Stadt Kaohsiung. Betreiber ist die Kaohsiung Rapid Transit Corporation. Baubeginn war 2001.

## Geschichte
Die Stadtverwaltung Kaohsiung führte bezüglich des Baus eines U-Bahn-Systems eine Umfrage durch. Nachdem der Großteil der Bevölkerung das Projekt befürwortete, beantragte die Stadtverwaltung bei der Zentralregierung die Baugenehmigung und eine Teilfinanzierung. Nach der Bewilligung wurde 1990 mit den Planungen für den Bau begonnen. Die erste Phase, der Bau der Red Line und der Orange Line, wurde 1991 genehmigt. Sie wurde jedoch wegen Streitigkeiten zwischen der Stadtverwaltung und dem Landkreis Kaohsiung über die Finanzierung blockiert.
Dies dauerte bis 1996 an, als die Zentralregierung den Auftrag gab, das U-Bahn-System nach dem Betreibermodell zu bauen. Die KMRT erhielt eine Firmenlizenz und wurde im Dezember 2000 registriert. Im Januar 2001 unterzeichnete die KMRT das Bau- und Betriebsabkommen mit der Stadtverwaltung. Somit begannen die Bauarbeiten des KMRT-Systems.
Die Bauarbeiten begannen im Oktober 2001 und endeten im März 2006. Im November 2007 fanden die ersten Testfahrten auf der Red Line statt. Im Januar 2007 waren die letzten Betonplatten für die 37 geplanten Stationen gelegt.

### Fahrgastaufkommen
Die KMRT befördert heute (Stand 2024) täglich etwa 190.000 Passagiere und gut 70 Millionen Passagiere im Jahr. Zum Erreichen der Gewinnschwelle sind allerdings etwa 380.000 Passagiere pro Tag notwendig, weshalb in den Anfangsjahren ein jährlicher Anstieg der Passagierzahlen um 7–10 % geplant war.

### Kosten
Die Kosten von 5,46 Milliarden Dollar umfassten einen 30 Jahre-Vertrag einschließlich Betrieb und Wartung. Die Baukosten wurden zwischen der Zentralregierung (79 %), der Stadt Kaohsiung (19 %) und dem Landkreis Kaohsiung (2 %) geteilt.

## Streckennetz
Das KMRT-System verfügt über 2 Linien mit einer Gesamtstreckenlänge von 44,7 km und insgesamt 37 Stationen, die Station Formosa Boulevard dient als Umsteigestation zwischen den beiden Linien. Von den Bahnhöfen liegen 27 unterirdisch, acht wurden erhöht und zwei ebenerdig errichtet. Alle unterirdischen Stationen sind mit modernen Bahnsteigtüren ausgestattet. Es gibt drei Depots, zwei an den Endpunkten der Red Line, eines am Endbahnhof Daliao der Orange Line.

### Red Line
| Richtung | Endpunkte                 | Streckenlänge | Stationen                                              |
| -------- | ------------------------- | ------------- | ------------------------------------------------------ |
| Nord-Süd | Gangshan South – Siaogang | 31,1 km       | 24 (15 unterirdische, acht erhöhte und eine ebenerdig) |

### Orange Line
| Richtung | Endpunkte         | Streckenlänge | Stationen                 |
| -------- | ----------------- | ------------- | ------------------------- |
| West-Ost | Sizihwan – Daliao | 13,5 km       | 14 (davon eine ebenerdig) |

## Besondere Haltestellen

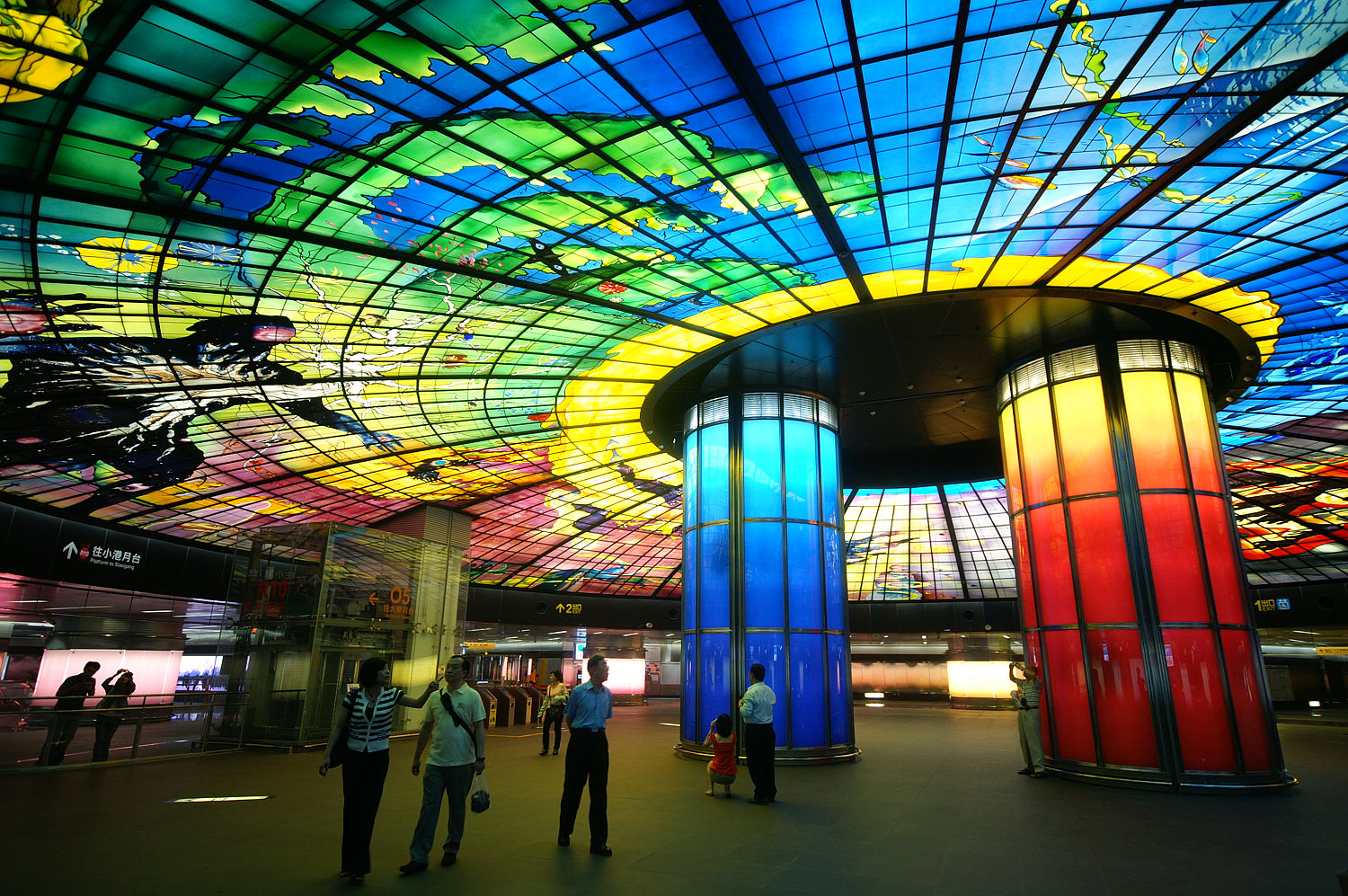
Haltestelle Formosa Boulevard

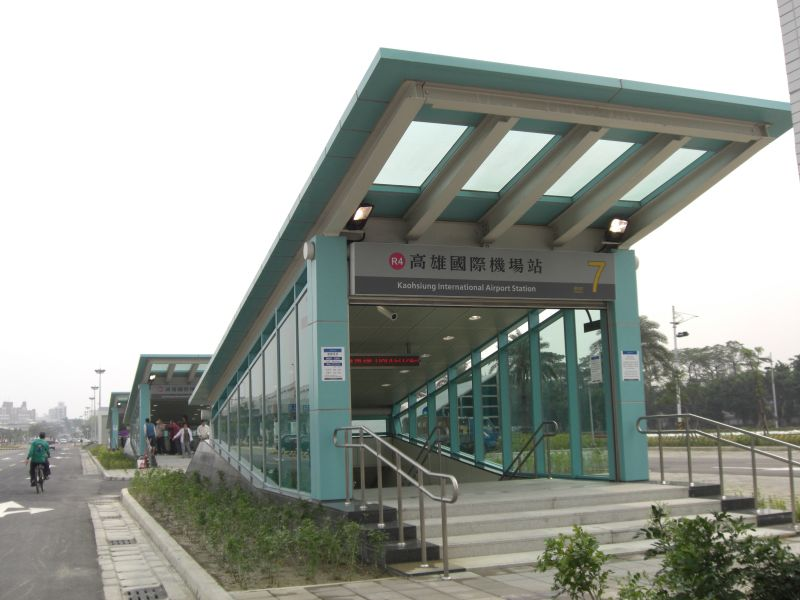
Haltestelle Kaohsiung International Airport

Die Bahnhöfe World Games, Formosa Boulevard, Ciaotou, Ciaotou Sugar Refinery und Kaohsiung International Airport wurden von internationalen Künstlern mitgestaltet. Für die Haltestelle Formosa Boulevard entwarf der italienische Künstler Narcissus Quagliata eine 667 m2 große Glasdecke, den Dome of Light.

## Fahrzeuge

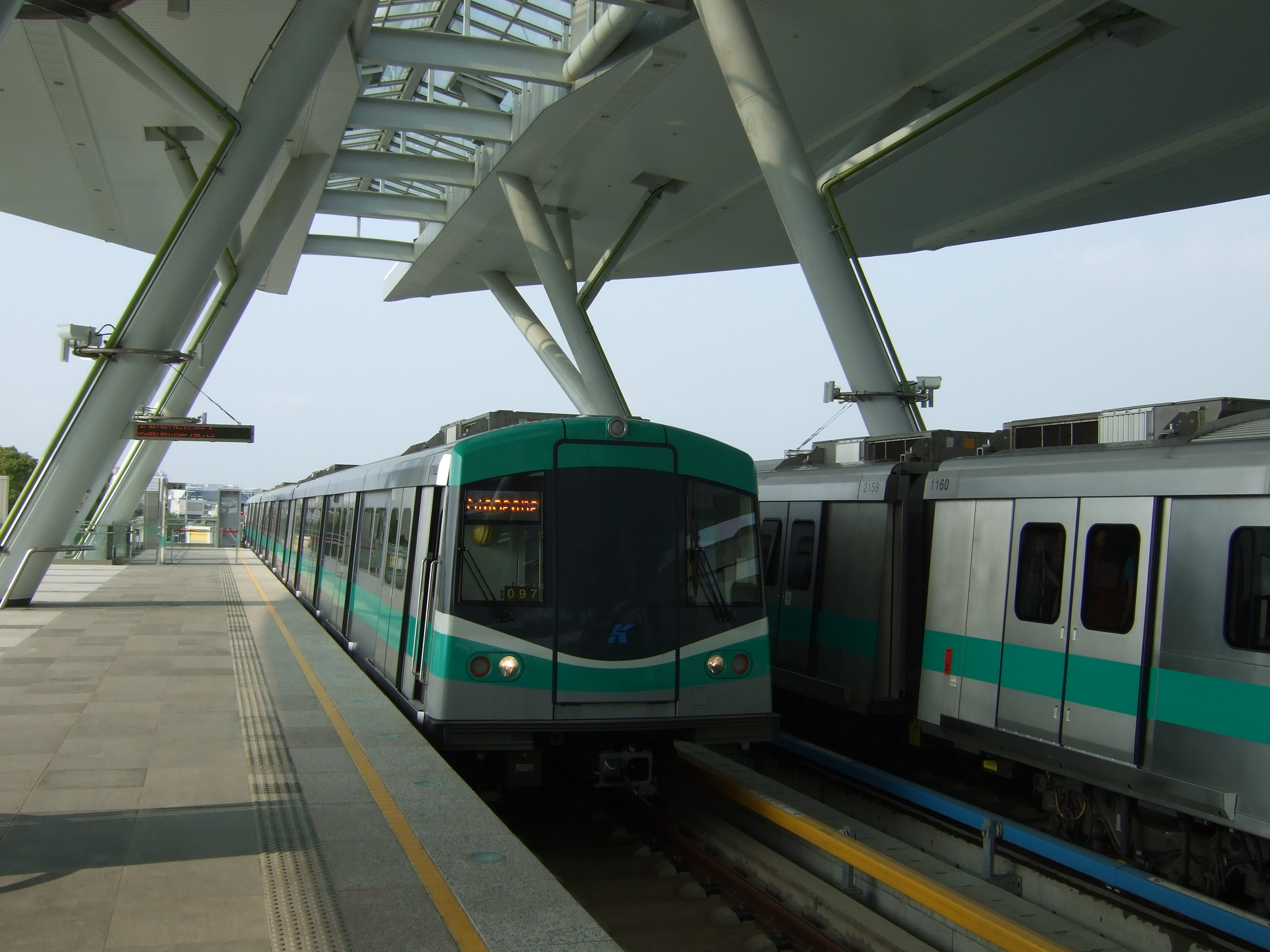
Einfahrt eines Zuges in die World Games Station

Die 42 dreiteiligen Fahrzeuge von Siemens können ca. 750 Passagiere aufnehmen und verkehren mit einer Durchschnittsgeschwindigkeit von 35 km/h.

## Aktienbesitz
Die Aktien teilten sich 2013 wie folgt auf:
- China Steel Group: 43,36 % (war für den Bau der Gleise verantwortlich)
- National Development Fund, Executive Yuan: 13,84 %
- The Far Eastern Group: 13,86 %
- China Prosperity Development Corporation: 4,67 %
- RSEA Engineering Corp.: 4,62 %
- Southeast Cement Corp.: 3,23 %
- Siemens Aktiengesellschaft: 2,31 % (war für alle elektronischen und mechanischen Einrichtungen zuständig)
- Andere: 14,11 %